# El Galáctico
SF Saiyuki Starzinger (SF西遊記スタージンガー Esu Efu Saiyuki Sutājingā?), conocida en Latinoamérica como El galáctico, es un anime de ciencia ficción creado por Leiji Matsumoto con la colaboración de Osamu Tezuka. La versión animada fue dirigida por Yugo Serikawa y constaba de 73 capítulos, de los cuales 47 fueron doblados al español de América, más una película, que salieron al aire como parte del Festival de los Robots durante los años 80, distribuida por Ziv international. La historia se inspiró en parte en la novela china Viaje al Oeste.

## Argumento
La energía cósmica de la galaxia está perdiendo fuerza, lo que provoca que animales y plantas se transformen en perversos mutantes. La doctora Sandra y el Profesor Jorquel envían a la Princesa Aurora al Gran Planeta en una misión que intentará restaurar el equilibrio de estas energías. Para ello le asignan el mando de la poderosa nave "Reina del Cosmos". La protección de la Princesa estará a cargo de 3 cibernéticos: Galáctico, Glotín y Giorgio.
El profesor Jorquel es el responsable del perfeccionamiento cibernético de Galáctico. Seleccionó a Galáctico entre innumerables solicitantes de su programa cibernético. A menudo se arrepiente de haber otorgado tales habilidades sobrehumanas a semejante criatura irrespetuosa y rebelde.

## Personajes
- Galáctico (ジャン・クーゴ Jan Kugo?) seiyū: Ishimaru Hiroya: Es el cíborg más poderoso de la galaxia y piloto de la Nave Flamígera, aunque, no por su capacidad de ser frío ni calculador, sino que por ser una máquina fuera de todo control, dotada de salvajes impulsos violentos, una mente de idea fija, de sangre hirviente irrespetuoso y desconocedor de toda autoridad. Para ello, se le cuelga una corona que solo lo puede usar la princesa para poder controlarlo. Es uno de los 3 cíborgs que protegen a la princesa Aurora, solo por mero enamoramiento. Es el más Nekketsu (Sangre Caliente - se le llama así a los personajes que se lanzan a la acción sin pensar en las consecuencias y son de mente cerrada) de los 3 cíborgs. Su arma es la "Lanza Triónica".

- Princesa Aurora (Orora Hime オーロラ姫?) seiyū: Kazuko Sugiyama: Es la protegida de Galáctico, Giorgio y Glotín. Heredera del desaparecido Reino de la Luna. Cuando era niña, sus padres sufrieron el ataque de unos monstruóbolos que termina con la muerte de ambos. La Princesa Aurora es enviada en una nave especial hasta la Tierra en donde queda al cuidado de la Doctora Sandra, cuando crece, la Doctora Sandra le revela que ella debe viajar hasta el Gran Planeta y para ello, crea la nave La reina del cosmos con el objetivo de viajar para vencer la energía que hacía que plantas y animales, tomaran un aspecto mutante y agresivo.

- Glotín (ドン・ハッカ Don Haka?) seiyū: Tomita Koki: Es otro de los cíborgs a cargo del cuidado de la Princesa Aurora, Glotín es gordo, piloto de la nave "Toro Estelar" a la cual llama con su escudo colocado en la parte delantera de su cuerpo igual como si marcara un número de teléfono, su pasatiempo favorito es comer, lo que hace que sean constantes las burlas y peleas con Galáctico. Su arma es la "Super Maza Demoledora".

- Giorgio (サー・ジョーゴ Sa Jogo?) seiyū: Kei Tomiyama: Es el más inteligente de los tres a cargo del cuidado de la Princesa Aurora, su nave es la "Nave acuífera" y antes de pelear con los enemigos de turno, hace unos cálculos con su calculadora personal para ver las posibilidades de triunfo o derrota, su arma es el "Tridente magnético" y el "Tridente congelante", este último deja paralizado a sus enemigos.

- Doctora Sandra (キティ博士  Koneko Hakase?) seiyū: Eiko Masuyama: Es una científica creadora de la nave La Reina del Cosmos, además se convierte en la madre adoptiva de la Princesa Aurora cuando llega a la tierra. Ella es la que le encomienda la misión de restituir la energía de la galaxia a la Princesa Aurora y emprender el viaje al Gran Planeta.

- Profesor Jorquel (ドッジ助教授 Jun kyōju dajji?) seiyū: Jōji Yanami: Es el ayudante de la Doctora Sandra. Él fue quien propuso a Galáctico y lo transformó en un Cíborg. Arrepintiéndose después de esa decisión.

## Voces en español
| Personaje        | Voz en español    |
| ---------------- | ----------------- |
| Princesa Aurora  | Maru Guzmán       |
| El Galáctico     | Jesús Barrero     |
| Glotín           | Roberto Alexander |
| Giorgio          | Edgar Wald        |
| Profesor Jorquel | Edgar Wald        |

La música de apertura en español estuvo a cargo del chileno Guillermo "Memo" Aguirre, alías el Capitán Memo. La misma, pero en el original japonés, estuvo a cargo de Isao Sasaki.

### Distribución en DVD
La serie se distribuyó por SeriesTV. Todos los episodios fueron editados, manteniendo el contenido restaurado y la palabra tsuzuku al final, o sea, que continúa en el próximo episodio. No se descarta a futuro una remasterización de los episodios restantes, la realización de nuevo doblaje (para los demás capítulos como los de Starzinger II) y nuevo doblaje para la película compilatoria. Esta serie es un clásico de este emblemático programa realizado por la difunta ZIV International a principios de los '80, en base al anime original. No se descartaría una nueva reedición con los temas de opening y ending japoneses, que incluso tendrían subtítulos adicionales al español y audio en japonés.

## Lista de episodios
La lista de episodios latino es:
| #  | Episodio                         |
| -- | -------------------------------- |
| 1  | Hacia el Gran Planeta            |
| 2  | Un Cibernético Indomable         |
| 3  | El Guerrero del Planeta de Barro |
| 4  | El Defensor del Mundo Acuático   |
| 5  | Bajo el Signo de Aurora          |
| 6  | Invencible                       |
| 7  | La Desaparición de Aurora        |
| 8  | ¡¡ Al Rescate !!                 |
| 9  | El Científico Loco               |
| 10 | Una Estrella llamada Marina      |
| 11 | Mariposa Mortal                  |
| 12 | El Sacrificio de la Doncella     |
| 13 | Mumpher, el Cobarde              |
| 14 | Un Héroe Llamado Marthin         |
| 15 | Space Panzers                    |
| 16 | La Trampa                        |
| 17 | La Llamada de Aurora             |
| 18 | La Historia de Tokero            |
| 19 | La Llegada de Guinguiriano       |
| 20 | Asesino Despiadado               |
| 21 | Atrapados                        |
| 22 | La Herida de un Héroe            |
| 23 | Águilas del Espacio              |
| 24 | El Fin de un Guinguiriano        |